# Всё, что было (романс)
Всё равно года проходят чередою,
И становится короче жизни путь...
Не пора ли мне с измученной душою
На минуточку прилечь и отдохнуть?
Всё, что было, всё, что ныло,
Всё давным-давно уплыло,
Утомились лаской губы
И натешилась душа!
Всё, что пело, всё, что млело,
Всё давным-давно истлело,
Только ты, моя гитара,
Прежним звоном хороша!
«Всё, что было» — русский романс, написанный не позднее 1924 года. Музыка Д. Я. Покрасса, слова П. Д. Германа.

## Исполнение песни
В разные годы песня входила в репертуар многих исполнителей, звучала в фильмах, фигурировала в литературных произведениях. Её исполняли:
- Пётр Лещенко,
- Юрий Морфесси,
- Александр Вертинский,
- Изабелла Юрьева,
- Надежда Плевицкая,
- Изабелла Кремер,
- Наталья Рожкова (сериал «Ликвидация»),
- Константин Хабенский (в художественном фильме «Пётр Лещенко. Всё, что было…»),
- ВИА «Республика» (Новогодний Голубой огонёк-2016),
- Kvatro,
- Феликс Лившиц.

В пьесе Николая Погодина «Третья патетическая» романс исполняет персонаж Настя Гвоздилина.

### Пластинки
- Фирма «Bellaссord Electro», Рига, 1937, M-4488. Оркестр «Беллаккорд».

## В популярной культуре
- Б. Дальний. Все, что было. Роман. — Шанхай: Книгоиздательство А. П. Малык и В. П. Камкина, [?]. — С. 3.
- Н. Погодин. Третья Патетическая // Современная драматургия. Кн. 11. — М.: Искусство, 1959. — С. 7, 9.
- Н. Погодин. Третья Патетическая // Пьесы советских писателей. Т. 3. — М.: Искусство, 1973. — С. 65.